# Ctenopharynx pictus
Ctenopharynx pictus és una espècie de peix de la família dels cíclids i de l'ordre dels perciformes.

## Morfologia
- Els mascles poden assolir 12,6 cm de longitud total.[1][2]

## Alimentació
Menja petits invertebrats, principalment copèpodes bentònics.

## Hàbitat
És una espècie de clima tropical entre 24 °C-26 °C de temperatura i que viu fins als 78 m de fondària.

## Distribució geogràfica
Es troba a Àfrica: llac Malawi.